# امیر غیاث‌الدین کیخسرو
غیاث الدین کیخسرو، پسر امیر شرف الدین محمود اینجو از فرمانروایان خاندان اینجو در قرن هشتم هجری بود.

## زندگی‌نامه
پدرش شرف الدین محمود از سال ۷۲۵هجری قمری به فرمان سلطان ابوسعید ایلخان، حکمرانی فارس و کرمان و یزد و اصفهان و کیش و هرموز و بحرین و دیگر جزایر و سواحل جنوب را داشت. او و خاندانش در این نواحی، محبوبیت تمام داشتند. در این دوره، غیاث الدین کیخسرو به نیابت از پدر و برادر ارشدش جلال الدین مسعودشاه در فارس بود و مقام امارت داشت و این خاندان هنوز به مقام سلطنت نرسیده بودند. امیر غیاث الدین کیخسرو در سال ۷۲۸ با مشارکت امیر مبارزالدین محمد مظفر عملیات جنگی به منظور راندن اتابک حاجی شاه را از یزد با موفقیت رهبری کرد و در این سال‌ها در اوج قدرت بود. سلطان ابوسعید در سال ۷۳۴ امیر شرف الدین محمود را عزل کرد و امیر مسافر ایناق را به جای او به فارس فرستاد. امیر غیاث الدین کیخسرو از شیراز بیرون شد و امیر مسافر را به رسمیت نشناخت. وی در سال ۷۳۶ با مرگ ابوسعید ایلخان، امیر مسافر را فروگرفت و به تبریز تبعید کرد و از آن پس حکمران بالاستقلال فارس بود. در سال ۷۳۸ امیر مسعودشاه که برادر را نایب خود در فارس می‌دانست، به شیراز آمد، اما امیر غیاث الدین کیخسرو او را نپذیرفت. میان دو برادر نبرد درگرفت و نتیجه شکست امیر غیاث الدین بود و او سال بعد در حبس برادر درگذشت. امیر غیاث الدین کیخسرو مانند عموم خاندان اینجو، انسانی نیکوکار بود و بناهای بسیار از خویش به یادگار گذاشت. از او دست کم یک پسر و یک دختر به جا ماند:امیرزاده کیقباد اینجو که نزد عموی کوچکش شاه شیخ ابواسحاق اینجو به عزت می‌زیست و از جانب او به فتح کرمان فرستاده شد و یک دختر به نام سلطان بخت که پس از انقراض فرمانروایی اینجو، به عقد شاه محمود مظفری درآورده شد.